# 대뇌순환
뇌순환(cerebral circulation, 腦循環) 또는 대뇌순환 또는 뇌 혈류(cerebral blood flow)는 뇌에 공급하는 대뇌동맥과 대뇌정맥의 혈류 네트워크를 통한 혈액의 이동이다. 성인의 뇌 혈류 속도는 일반적으로 분당 750 밀리리터 또는 심박출량의 약 15%로 알려져있다. 동맥은 산소가 함유된 혈액, 포도당 및 기타 영양소를 뇌에 전달한다. 정맥은 이산화탄소, 젖산 및 기타 대사 산물을 제거하기 위해 '사용한(used) 또는 사용된(spent)' 혈액을 심장으로 다시 운반한다.
뇌는 피의 공급이 막힐 경우 심각한 위험을 일으킬 수 있으므로, 대뇌순환 시스템은 혈관의 자동조절을 포함한 안전장치를 갖고 있다. 이 안전장치가 문제를 일으키면 중풍이 일어날 수 있다. 이 혈류의 양은 뇌 혈류량(cerebral blood flow, CBF)이라고 한다.

## 해부학

### 혈액 공급
피가 뇌로 공급되는 것은 보통 앞쪽과 뒤쪽으로 나뉘는 데, 이것은 피를 공급하는 다른 동맥들과 연관이 있다. 동맥 중에 가장 중요한 두 부분은 속목동맥과 척추동맥이다.

## 생리학

### 뇌 관류 압력
뇌 관류압(cerebral perfusion pressure)은 뇌로의 뇌 혈류(뇌 관류)를 유발하는 순 압력 기울기이다. 좁은 범위 내에서 유지되어야 한다. 압력이 너무 낮으면 뇌 조직이 허혈(혈류가 부족함)이 될 수 있고, 너무 높으면 두개내압이 상승할 수 있다.

## 같이 보기
- 전두엽 활동량 감소